# Laurent Troude
Laurent Troude (4. února 1968, Rouen – 25. února 2018, Fontenay-sous-Bois) byl francouzský fotoreportér.

## Životopis
Laurent Troude zveřejnil své první fotografie během stáže v obecních novinách obce Saint-Denis a svou kariéru zahájil po vojenské službě v roce 1992 v L'Humanité.
Do denníku Libération nastoupil v roce 1996 a pracoval tam až do své smrti. Byl členem Společnosti editorů a delegátem personálu.
Pracoval také pro časopisy L'Équipe a Les Jours.
Laurent Troude ukončil svůj život 25. února 2018 ve Fontenay-sous-Bois. Bylo mu 50 let.

## Publikace
- Promenades bagnoletaises, text: André Carrel a Claude Lecomte ; fotografie:Laurent Troude, Mairie de Bagnolet , 1992, 78 s.